# Rhyacophila chumikpa
Rhyacophila chumikpa är en nattsländeart som beskrevs av Schmid 1970. Rhyacophila chumikpa ingår i släktet Rhyacophila och familjen rovnattsländor. Inga underarter finns listade i Catalogue of Life.